# Andreas Boehringer
Andreas Boehringer (* 10. Mai 1937 in Stuttgart; † 2. Februar 2001) war ein deutscher Elektroingenieur und Hochschullehrer an der Universität Stuttgart für Leistungselektronik, Antriebs- und Regelungstechnik.

## Leben und Wirken
Andreas Boehringer war der Sohn des promovierten Juristen Manfred Boehringer und dessen Ehefrau Else, geb. Veigel; sein Vater war zuletzt als Senatspräsident am Oberlandesgericht Stuttgart tätig. Andreas Boehringer legte 1956 sein Abitur am Johannes-Kepler-Gymnasium Bad Cannstatt ab.
Nach der Industriepraxis studierte er ab 1956 Elektrotechnik an der Technischen Hochschule Stuttgart und schloss das Studium 1961 als Diplomingenieur ab. Anschließend war er als wissenschaftlicher Assistent von Adolf Leonhard am Institut für Elektrische Anlagen (IEA) tätig und wurde 1965 mit der Dissertation Der Anlauf von Stromrichtermotoren mit Gleichstromzwischenkreis zum  Dr.-Ing. promoviert. 1966/1967 wirkte Boehringer als Visiting Research Associate am Massachusetts Institute of Technology (MIT) in Cambridge (Massachusetts), wo er zur Stromversorgung erdumkreisender Satelliten forschte. Eines seiner Systeme wurde im Weltraum eingesetzt.
Boehringer habilitierte sich mit der Schrift Das Kennlinienverfahren und seine Verwendung bei selbstanpassenden Gleichstromwandlern zum Anschluss an Energiedirektumformer und erhielt 1969 von der Universität Stuttgart (TH) die Lehrberechtigung. Im Jahr 1973 wurde Boehringer – in der Nachfolge von Adolf Leonhard und Rudolf Lauber – auf die Professur am Institut für Leistungselektronik und Anlagentechnik (ILA) der Universität Stuttgart berufen, das aus dem Institut für Elektrische Anlagen hervorgegangen war. 1995 wurde dieses Institut in Institut für Leistungs- und Regelungstechnik (ILR) umbenannt. Boehringer lehrte dort bis 2001.
1997 verlieh ihm die Universität Ljubljana die Ehrendoktorwürde für außerordentliche wissenschaftliche Beiträge zur Entwicklung auf dem Gebiet der Halbleiter-Energieumformer, insbesondere der elektromotorischen Antriebe.
Boehringer war außerdem in der Industrie tätig. Er leitete ab 1968 die Abteilung für Regelungstechnik und Elektronik bei der Firma Dornier in Friedrichshafen und war ab 1969 Geschäftsführer der Gesellschaft für nukleare Verfahrenstechnik in Bensberg.
Boehringer hat sehr wenig in Fachorganen publiziert, hingegen reichte er über 50 Patente ein.

### Privates
Andreas Boehringer war mit Christa Boehringer, geb. Weinberger verheiratet.

## Veröffentlichungen (Auswahl)
- Der Anlauf von Stromrichtermotoren mit Gleichstromzwischenkreis. Dissertation, Technische Hochschule Stuttgart, 1965.
- Das Kennlinienverfahren und seine Verwendung bei selbstanpassenden Gleichstromwandlern zum Anschluss an Energiedirektumwandler. Habilitationsschrift, Universität Stuttgart, 1969.
- mit F. Brugger: Transformatorlose Transistor–Pulsumrichter mit Ausgangsleistungen bis 50 kVA. Elektrotechnik u. Maschinenbau 96, H. 12, S. 538–545, 1979.

## Patente (Auswahl)

### Deutsche Patente
- Patent P 26 39 589.1: Anordnung ohne prinzipbedingte Verluste zur Entlastung elektrischer oder elektronischer Einwegschalter von ihrer Verlustleistungsbeanspruchung beim Ausschalten. Angemeldet am 2. September 1976.
- Patent 100 24 589.7: Modul für einen Matrixconverter, von dem sechs Exemplare ausreichen, um einen vollständigen Matrixconverter aufzubauen. Angemeldet am 19. Mai 2000.
- Patent P 30534.130: Steuereinrichtung für einen drehfelderregten Stromrichter-Synchron-Motor. Angemeldet am 13. August 1980.
- Patent DAKZ:100 17 577.5: Einrichtung und Verfahren zum Austausch elektrischer Leistung zwischen einem primärseitigen Dreiphasen-Drehspannungssystem und einem sekundärseitigen Dreiphasen-Drehstromsystem bei nahezu rein sinusförmigen Strömen im primärseitigen Dreiphasen-Drehspannungssystem sowie im sekundärseitigen Dreiphasen-Drehstromsystem und frei einstellbarem Leistungsfaktor auf der Primärseite. Angemeldet am 10. April 2000.

### Europäische Patente
- Patent EPN112727: Einrichtung und Verfahren zur Gewinnung eines dynamisch hochwertigen, teilweise synthetisierten Signals für die Beschleunigung eines Läuferseines elektrischen Antriebs. Angemeldet am 3. November 1999.
- Patent EP99920611: Stromrichter mit aktiv beeinflussbarer Kommutierung. Angemeldet am 8. April 1999.
- Patent EP94118374: Gebersystem zur Ermittlung wenigstens einer der drei Grössen Drehbeschleunigung, Winkelgeschwindigkeit oder Winkellage eines rotierenden Bauteils. Angemeldet am 23. November 1994.